# Бертон, Рене
Рене Теодор Бертон (фр. René Théodore Berthon; 1776—1859) — французский художник-портретист, работавший также в жанре исторической живописи.

## Биография
Родился в Туре 17 июля 1776 года.
Ученик Жака-Луи Давида. Работы художника находятся в ряде музеев Франции, в том числе в версальском музее Musée de l’Histoire de France и в музее Musée des Beaux-Arts города Кана.
Его дети, сын Джордж и дочь Сидони, тоже стали художниками.
Умер в Париже 7 апреля 1859 года.

## Галерея
- Анатолий Демидов в детстве верхом на тигре
- Шведские аристократы, позднее перешедшие на сторону России: Юхан Фредрик Аминофф, Юхан Альбрехт Эренстем и Густав Мориц Армфельт
- Капитуляция австрийцев в Ульме
- Взятие Мальты госпитальерами Вилье де Лиль-Адана
- Наполеон в королевском дворце в Берлине принимает депутацию французских сенаторов
- Генерал Рампон защищает редут Монте-Легино в ходе битвы при Монтенотте.
- Портрет Жозефа Фуше, министра полиции
- Портрет Дени Декреса, морского министра
- Портрет леди Морган
- Анжелико и Медоро (персонажи «Неистового Роланда» Ариосто)
- Портрет мадам d'Arjuzon